# CA River Plate
Club Atlético River Plate, mer känt som bara River Plate är en argentinsk sportklubb från stadsdelen Belgrano i Buenos Aires men i allmänhet kopplad till grannstadsdelen Núñez. Namnet har man tagit från Río de la Plata, som på engelska heter "River Plate" eller "La Plata River". Río de la Plata betyder "Silverfloden".
Klubben är mest känd för sitt fotbollslag, vars hemmarena heter Estadio Monumental Antonio Vespucio Liberti men kallas ibland bara för El monumental. Matcherna mot lokalkonkurrenten Boca Juniors rankas av många vara världens hetaste fotbollsderby.

## Historia
Laget bildades den 25 maj 1901 i stadsdelen Boca i Buenos Aires. Första derbyt mot Boca Juniors ägde rum redan 1913 där River vann med 2-1. Mellan 1901 och 1930 hade laget amatörstatus. River Plate har alltid varit konkurrenter med Boca Juniors.

### 1930-talet
Redan då fick man namnet "Los Millonarios" på grund av de dyra värvningar man gjorde på den tiden. Två år i rad vann man ligan (1936–1937).

### 1940-talet

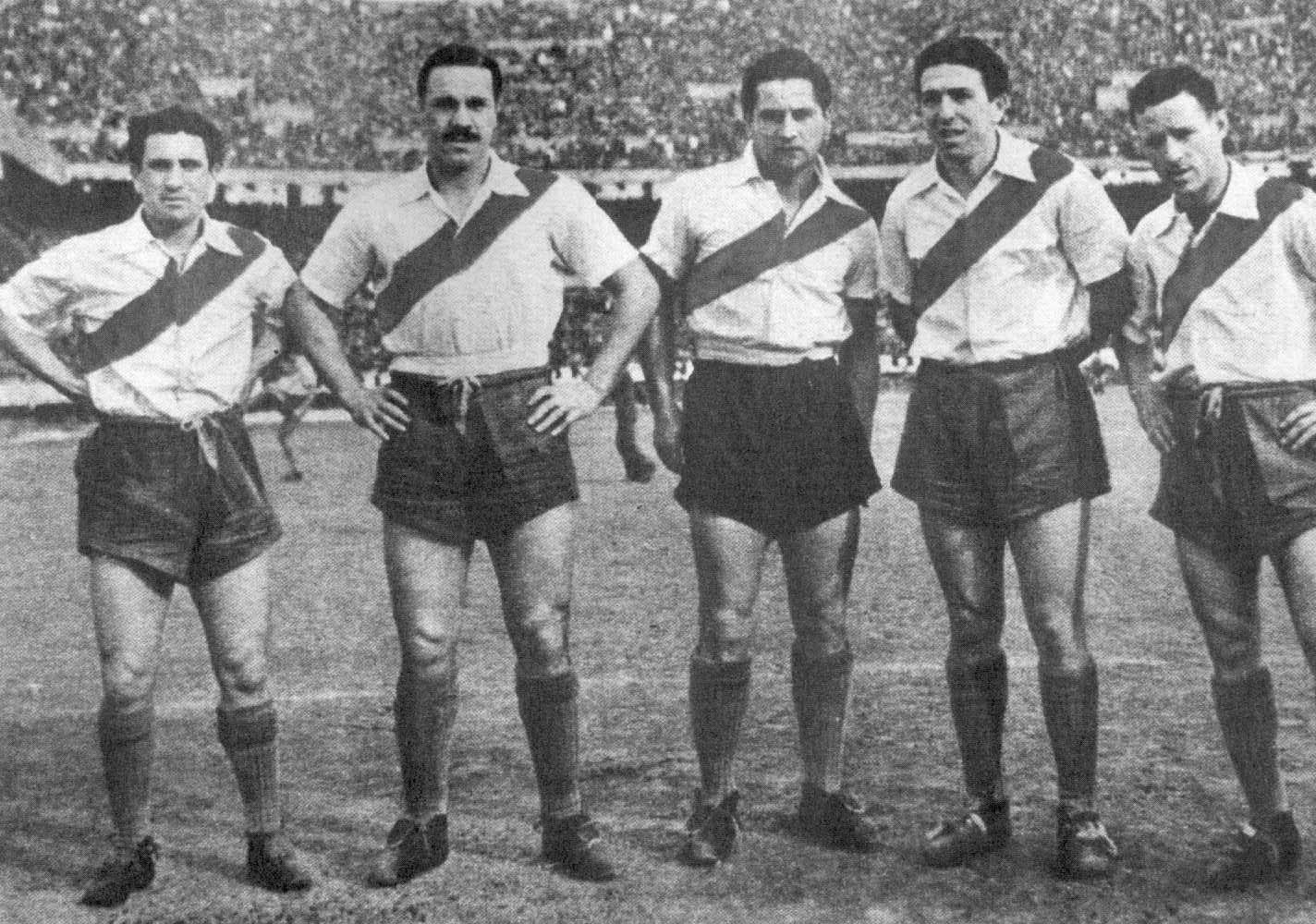
La Máquina (Maskinen).

1941 vann man åter ligan och likaså året därpå, mest imponerande var de stora vinstsiffrorna. Deras spel verkade vara ostoppbart och därmed fick man smeknamnet "La máquina" (Maskinen). 1947 dök Alfredo Di Stéfano upp som skyttekung med 27 mål.

### 1950–1980-talet
På 1950-talet vann man 5 titlar på 6 år, (1952, 1953, 1955, 1956, 1957). Man spelade i Europa, det blev 6 segrar, 7 oavgjorda och bara 1 förlust. En av segrarna var mot Real Madrid på Santiago Bernabéu-stadion, som slutade med 4-3.
1960-talet satsade man hårdare men kom bara tvåa (1960, 1961, 1962). 1968 inträffade en stor tragedi för argentinsk fotboll när 71 personer kvävdes till döds och 66 skadades i derbyt mot Boca Juniors.
1976 nådde man till final i Copa Libertadores där man förlorade mot Cruzeiro EC.
1978 hade River Plate fem spelare i det argentinska landslaget som vann VM-guld på hemmaplan, bland dem Daniel Passarella.

### 1980-talet
1981 gjorde River en stor värvning av Mario Kempes för 4 miljoner dollar. Det resulterade i att man blev ligamästare.
På grund av ekonomiska problem var man tvungen att göra sig av med några profiler.
Enzo Francescoli värvades från uruguayanska Montevideo Wanderers, 1983.
1986 vann River Plate äntligen Copa Libertadores mot América de Cali, från Colombia.
Samma år spelade man Interkontinentala cupen mot FC Steaua Bukarest vilket slutade 1-0 och därmed Rivers enda vinst.
En ny generation av spelare kom fram, exempelvis Claudio Caniggia.

### 1990-talet
Början av 1990-talet var en bra period för River Plate, Daniel Passarella tog över då.
1991 förlorade man finalen i Supercopa Sudamercana med Cruzeiro EC, men dagar senare blev man ligamästare (Apertura) före ärkerivalerna Boca Juniors.
1993 vann man åter ligan (Apertura), med unga talanger som Ariel Ortega.
1994 återvände den store Enzo Francescoli till klubben, då vann man återigen ligan (Apertura), men för första och enda gången i sin historia, obesegrade med 12 vinster och 7 oavgjorda.
1996 vann man åter Copa Libertadores mot just América de Cali (Colombia) med 2-0, gjorda av unge Hernán Crespo.
Man förlorade samma år Interkontinentala cupen med Juventus FC med 1-0.
Året därpå med profiler som Marcelo Salas, Francescoli, Juan Pablo Sorín och Marcelo Gallardo vann man både Clausura och Apertura vilket tillsammans med Aperturan från 1996, blir en trippel.
Man nådde final i Supercopa 1997 där man besegrade São Paulo FC med 2-1 (2 mål av Salas).
Mellan 1997 och 1998 tog River Plate hela 5 titlar i rad.
1999 hade man förlorat många av sina stora spelare till Europa, men nya dök upp, bland andra Javier Saviola och Pablo Aimar.
2000 bestod River Plates offensiv av colombianen Juan Pablo Ángel tillsammans med Saviola och Aimar, vilket ledde till ännu en titel.

### 2000-talet
Den 21 maj 2001 firade klubben 100 år med över 100 000 anhängare som anländer till stadion.
Detta år blev det inga titlar för River Plate trots de stora profilerna kallade Los cuatros fantastico (de fyra fantastiska) som består av Juan Pablo Ángel, Javier Saviola, Pablo Aimar och Ariel Ortega.
Man blev ligamästare (Clausura) samma år.
2002 dök nya talanger upp, som Andrés D'Alessandro och Fernando Cavenaghi.
2003 med chilenaren Manuel Pellegrini som tränare blev man ligamästare (Clausura) med nya talanger som Luis González, Martín Demichelis, Andrés D'Alessandro och Fernando Cavenaghi.
Med en usel start av Apertura 2002 och förlust i finalen av Copa Sudamericana med peruanska Cienciano ledde till att Pellegrini valde att avgå.
Därmed gick det trögt för River Plate, man vann visserligen ligan (Clausura) men förlorade i semifinalen av Copa Libertadores.
2005 gjorde man mediokra insatser både i ligan (Clausura och Apertura) och i Copa Libertadores.
2006 kom Daniel Passarella och tog över som tränare. Man vann inget men man tog en mycket viktigt vinst mot Boca Juniors med 3-1 (2 mål av Gonzalo Higuaín) vilket gjorde det svårare för rivalerna att vinna ligan.
Fram till 2007 hade River Plate tagit hela 32 lokala titlar (10 mer än rivalerna Boca Juniors), 6 internationella titlar (3 Copa Libertadores, 1 Interkontinentala cupen, 1 Supercopa och 1 Copa Interamericana).

### 2011
Under 2011 kom "River Plate" till andra divisionen.

## Truppen 2015
Uppdaterad: 11 september 2015
| Nr | Land      | Pos | Namn                 |
| -- | --------- | --- | -------------------- |
| 1  | Argentina | MV  | Marcelo Barovero     |
| 2  | Argentina | F   | Jonathan Maidana     |
| 3  | Colombia  | F   | Éder Álvarez Balanta |
| 4  | Argentina | MF  | Guido Rodríguez      |
| 5  | Argentina | MF  | Matías Kranevitter   |
| 7  | Uruguay   | A   | Rodrigo Mora         |
| 8  | Uruguay   | MF  | Carlos Sánchez       |
| 10 | Argentina | MF  | Gonzalo Martínez     |
| 11 | Argentina | A   | Javier Saviola       |
| 13 | Argentina | A   | Lucas Alario         |
| 14 | Argentina | MF  | Augusto Solari       |
| 15 | Argentina | MF  | Leonardo Pisculichi  |
| 17 | Argentina | F   | Pablo Carreras       |
| 18 | Uruguay   | MF  | Camilo Mayada        |
| 19 | Uruguay   | A   | Tabaré Viúdez        |
| 20 | Argentina | F   | Milton Casco         |

| Nr | Land      | Pos | Namn                    |
| -- | --------- | --- | ----------------------- |
| 21 | Argentina | MF  | Leonel Vangioni         |
| 22 | Argentina | MF  | Nicolás Bertolo         |
| 23 | Argentina | MF  | Leonardo Ponzio         |
| 24 | Argentina | F   | Emanuel Mammana         |
| 25 | Argentina | F   | Gabriel Mercado         |
| 26 | Argentina | MF  | Lucas Quarta            |
| 27 | Argentina | MF  | Lucho González          |
| 28 | Argentina | MF  | Leandro Vega            |
| 32 | Argentina | A   | Sebastián Driussi       |
| 33 | Argentina | MV  | Julio Chiarini          |
| 36 | Argentina | A   | Franco López            |
| 37 | Ecuador   | MF  | Abel Casquete Rodríguez |
| 38 | Argentina | MF  | Lautaro Arellano        |
| 39 | Argentina | MF  | Nicolás Godoy           |
| 41 | Argentina | MV  | Nicolás Francese        |
| 42 | Argentina | MV  | Augusto Batalla         |

### Kända spelare i River Plate
Spelare som representerat klubben är bland andra:
- Alfredo Di Stéfano
- Daniel Passarella
- Claudio Caniggia
- Matías Almeyda
- Ariel Ortega
- Hernán Crespo
- Javier Saviola
- Pablo Aimar
- Javier Mascherano
- Roberto Pereyra
- Gonzalo Higuaín
- Martín Demichelis
- Maxi López
- Radamel Falcao
- Alexis Sánchez

## Smeknamn
I likhet med många andra klubbar har River Plate av fans och media genom åren fått en rad smeknamn. El Millonario, eller enkelt "El millo" (miljonären), har varit populärt och har sitt ursprung i att klubben under 1930-talet stod för en rad dyra spelarköp. Åren 1979–1981 hade River Plate rykte om sig att vara det mest påkostade klubblaget i världen.
Under åren 1941–1945 skördade laget stora framgångar och fick då heta La Máquina (maskinen) i folkmun. 1996 och 1997 när klubben vann ligan, Copa Libertadores och Supercupen fick man heta La Maquinita (lilla maskinen) vilket anspelade på 1940-talets framgångar och på en ung generation spelare som Juan Pablo Sorín, Hernán Crespo, Ariel Ortega, Marcelo Gallardo och Enzo Francescoli. Sedan 1970-talet kallas dock River Plate av de andra klubbarna för ”Las Gallinas” (hönorna), som är det smeknamn som används till vardags.

## Titlar
Ligan: 34 titlar
1932, 1936, 1937, 1941, 1942, 1945, 1947, 1952, 1953, 1955, 1956, 1957, Metropolitano 1975, Nacional 1975, Metropolitano 1977, Metropolitano 1979, Nacional 1979, Metropolitano 1980, Nacional 1981, 1985/86, 1989/90, Apertura 1991/92, Apertura 1993/94, Apertura 1994/95, Apertura 1996/97, Clausura 1996/97, Apertura 1997/98, Apertura 1999/00, Clausura 1999/00, Clausura 2001/02, Clausura 2002/03, Clausura 2003/04, Clausura 2007/08, 2014/2015, 2021
Internationellt: 5 titlar
Copa Libertadores: 1986, 1996, 2018

Interkontinentalcupen: 1986

Övriga internationella cuper: Interamerikanska cupen 1987, Supercupen 1997

## El Monumental
River Plate spelar sina hemmamatcher på Estadio Monumental Antonio Vespucio Liberti eller El Monumental som den oftast kallas. Stadion ligger i stadsdelen Belgrano, alldeles intill stadsdelen Nuñez, i Buenos Aires och har en publikkapacitet på 65 645 platser.

## Övriga sektioner

### Volleyboll
Klubben tillhör eliten både på dam- och herrsidan. Damlaget har blivit argentinska mästare fyra gånger (1998-99, 2004-05, 2005-06 och 2006-07), medan herrlaget blivit argentinska mästare en gång (1998-1999).